# جولیا بلیک
جولیا بِلیک (انگلیسی: Julia Blake؛ زادهٔ ۱۳ مهٔ ۱۹۳۷) یک هنرپیشه اهل بریتانیا است. وی از سال ۱۹۶۳ میلادی تاکنون به صورت حرفه ای مشغول فعالیت در سینما و تئاتر بوده‌است.
از فیلم‌ها و برنامه‌های تلویزیونی که وی در آن نقش داشته است می‌توان به پدر، حرفه درخشان من و آکوامارین اشاره کرد.